# Catagonia aberrans
Catagonia aberrans là một loài ruồi trong họ Tachinidae.